# صناعة الأدوية في المملكة المتحدة

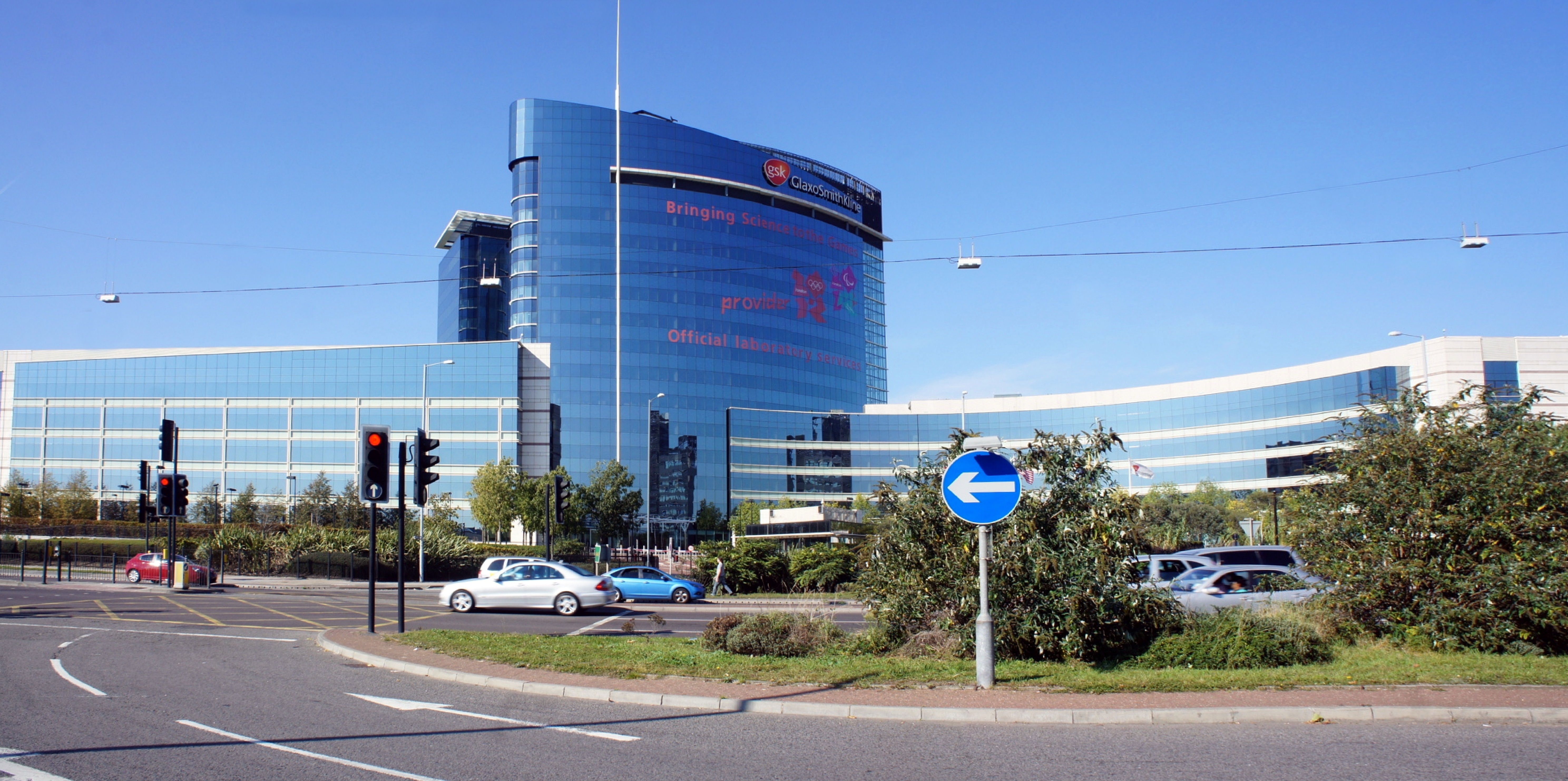
المقر الرئيسي العالمي لشركة جلاكسو سميث كلاين في برنتفورد، لندن

توظف صناعة المستحضرات الصيدلانية في المملكة المتحدة حوالي 73000 شخص بشكل مباشر، وفي عام 2007 ساهمت بـ 8.4 مليار جنيه إسترليني في الناتج المحلي الإجمالي للمملكة المتحدة واستثمرت ما مجموعه 3.9 مليار جنيه إسترليني في البحث والتطوير. في عام 2007، بلغ إجمالي صادرات المنتجات الصيدلانية من المملكة المتحدة 14.6 مليار جنيه إسترليني، مما أدى إلى فائض تجاري في المنتجات الصيدلانية بقيمة 4.3 مليار جنيه إسترليني.
يبلغ عدد العاملين في مجال الأدوية في المملكة المتحدة 73،000 عام 2017  مقارنة بـ 114،000 اعتبارًا من عام 2015 في ألمانيا، 92،000 عام 2014 في فرنسا و 723،000 في الاتحاد الأوروبي ككل. في الولايات المتحدة يعمل 281،440 شخصًا في صناعة الأدوية اعتبارًا من عام 2016.
المملكة المتحدة هي موطن لشركات جلاكسو سميث كلاينو أسترا زينيكا، وهما على التوالي خامس خامس وسادس أكبر شركات الأدوية في العالم مقاسة بحصة السوق لعام 2009. تشمل الشركات الأجنبية التي لها وجود كبير في صناعة الأدوية في المملكة المتحدة شركة فايزر ونوفارتيس وهوفمان-لا روش وايساي. تم تطوير خمس أكثر العقاقير الطبية مبيعًا في العالم في المملكة المتحدة.